# Huub Hangop
Huub Hangop, artiestennaam van Ruud van den Berg (Hoeven, 10 september 1960), is een Nederlandse zanger, entertainer, jurist, presentator, producer en componist.

## Loopbaan
Huub Hangop is de zanger van liedjes als Het vrachtwagenchauffeurslied, (Je wordt weer vent in de) sjoarma-tent, Zonnebrandolie, Wat ben je lelijk van dichtbij, Mijn vrouw die zit op Internet,  www.anita.nl, Ik wil ook zo'n broek met van die zakken aan de zijkant, Houdoe, Toeter en Hobbelpaard. In 2017 maakt hij een nieuwe versie van 't Autootje, een nummer oorspronkelijk in 1963 uitgebracht door The three jacquets.
Daarnaast had hij een boekingskantoor (Hangop Entertainment) voor bands en artiesten van 1982 tot 1998 en was hij samen met Borka Florentinus presentator van het televisieprogramma PaNiek bij Veronica's Call TV van 1995 tot 1996. Naast zanger/entertainer was Van den Berg van 2006 tot 2011 advocaat te Breda. Hij is gespecialiseerd in auteursrecht en merkenrecht. In 2006 haalde hij zijn doctoraal diploma Nederlands Recht aan de Universiteit van Tilburg.